# Kremenez (Berg)

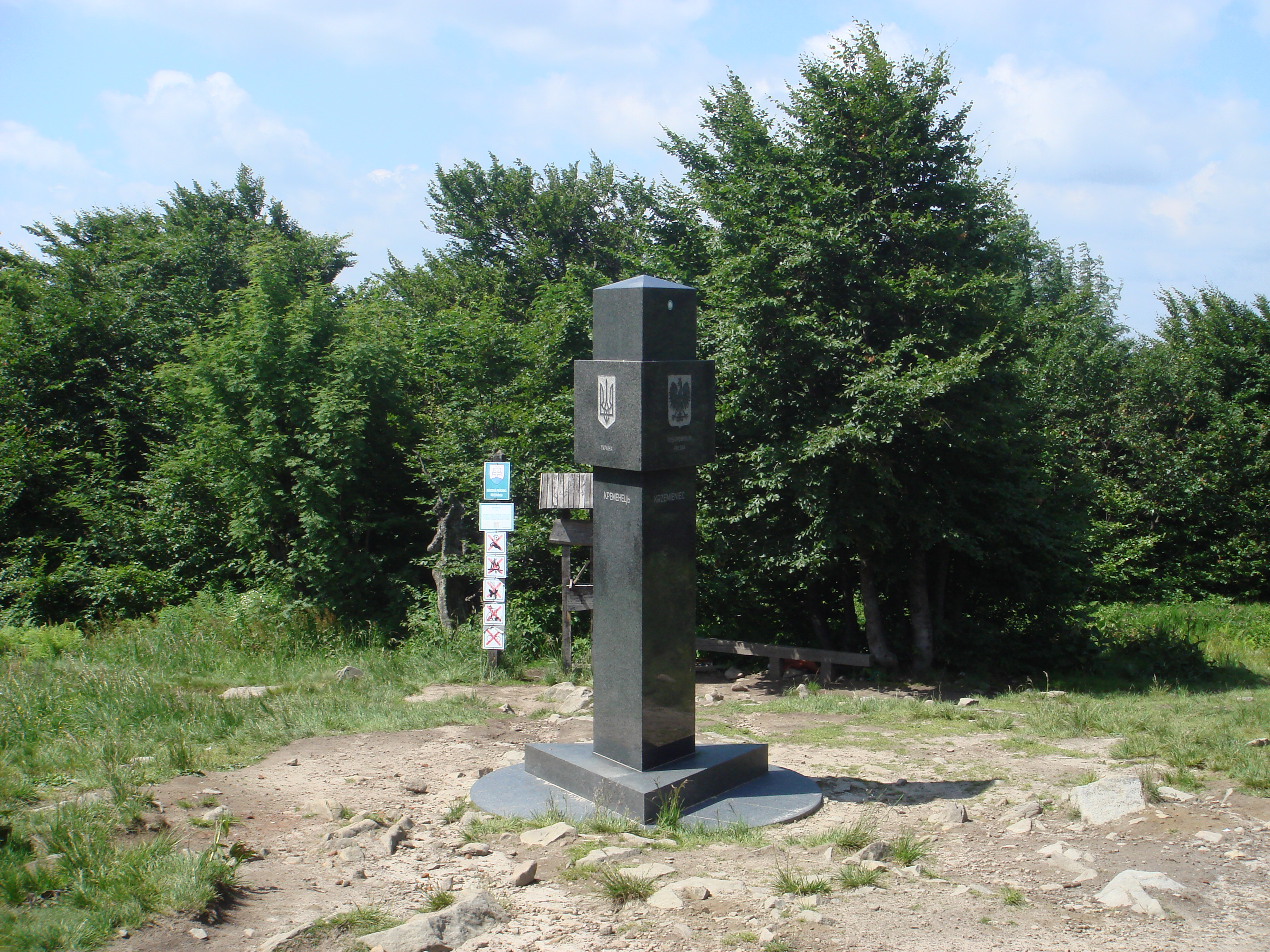
Dreiländereck

Der Kremenez, ukrainisch Кременець/Kremenez, polnisch Krzemieniec oder Kremenaros, tschechisch und slowakisch Kremenec, in der Ersten Tschechischen Republik auch Kremenaroš, ungarisch Kremenáros, ist ein 1221 m hoher Berg mit seinem Gipfel auf der polnisch-ukrainischen Grenze bei den Bukovské vrchy der Waldkarpaten. In der Zwischenkriegszeit lag er auf der tschechoslowakisch-polnischen Grenze.

Unweit des Gipfels markiert auf einer Höhe von 1208 m ein granitener Obelisk das Dreiländereck (49° 5′ N, 22° 34′ O) Slowakei–Polen–Ukraine.
Die ukrainischen und die slowakischen Anteile an dem Berg liegen in den Gebieten Stuschyzja-Uschok (Oblast Transkarpatien) bzw. Stužica (Prešovský kraj), die seit 2007 als Welterbe der UNESCO eingetragen sind. Der polnische Teil gehört zum Bieszczady-Nationalpark in der Woiwodschaft Karpatenvorland.
Polnisch und slowakisch markierte Wanderwege führen zu den Bergen der Umgebung wie dem etwa einen Kilometer nordöstlich befindlichen, 1304 m hohen polnischen Wielka Rawka. Nahegelegene Orte sind Nová Sedlica (SK), Moczarne, Brzegi Górne, Ustrzyki Górne, Wołosate (PL) und Stuschyzja (UA). Die namensgleiche ukrainische Stadt Kremenez in der Oblast Ternopil liegt 200 km nordöstlich.
Im Sommer 2008 gab es auf dem Berg ein internationales Treffen von Russinen. Sie erhoben Forderungen nach Freizügigkeit gegenüber der Ukraine und den betroffenen Schengen-Staaten der Europäischen Union.